# Edinson Cavani
Edinson Roberto Cavani Gómez (pronuncia spagnola: [ˈeðinsoŋ kaˈβani]; Salto, 14 febbraio 1987) è un calciatore uruguaiano, attaccante del Boca Juniors. Con la nazionale uruguaiana è diventato campione del Sud America nel 2011.
Considerato uno dei migliori attaccanti della sua generazione, è il secondo miglior cannoniere di sempre con la maglia del Paris Saint-Germain dopo Kylian Mbappé. Con la squadra francese ha vinto sei campionati francesi, cinque Coppe di Francia, cinque Coppe di Lega francesi e sei Supercoppe francesi, oltre ad essere stato due volte capocannoniere della Ligue 1 nelle stagioni 2016-2017 e 2017-2018.
Con la nazionale uruguaiana è invece il secondo miglior marcatore di sempre alle spalle di Luis Suarez.

## Biografia
Di origini italiane e in possesso del passaporto italiano poiché il nonno paterno era originario di Maranello, trascorre l'infanzia a Salto fino a quando, a dodici anni, si trasferisce a Montevideo, capitale uruguaiana. Entra così nel settore giovanile del Danubio, una delle dodici squadre di calcio della città.
Anche il padre Luis è stato un calciatore: soprannominato el Gringo, ha giocato in alcune squadre uruguaiane di prima divisione e conta qualche presenza in nazionale; in seguito è divenuto allenatore, guidando l'altro figlio Christian, difensore del Salto. Edinson ha anche un fratellastro maggiore, Walter Guglielmone, e pure lui è stato un calciatore, di ruolo attaccante.
Di fervente fede cristiana evangelica pentecostale (appartiene agli Atleti di Cristo), il 9 giugno 2007 si è sposato con Maria Soledad, dalla quale ha avuto due figli: il primogenito Bautista, nato il 22 marzo 2011, e Lucas, nato l'8 marzo 2013. La coppia si è separata nel febbraio del 2013. Nel 2011 prende parte, nel ruolo di se stesso, al film Vacanze di Natale a Cortina, prodotto da Luigi e Aurelio De Laurentiis, quest'ultimo suo presidente ai tempi del Napoli.
Veniva a inizio carriera soprannominato el Botija (termine gergale uruguaiano con cui si indica un bambino) per via dei lineamenti infantili e del fisico fragile ed esile. Successivamente incomincia a essere soprannominato el Matador.

## Caratteristiche tecniche
È un attaccante in possesso di eccellenti doti atletiche, forte fisicamente e capace di dare un notevole contributo anche alla fase difensiva, sebbene questa propensione lo abbia reso, ai tempi della sua militanza nel Palermo, meno incisivo sotto porta. Molto valido tecnicamente, è un ottimo realizzatore; bravo anche nel gioco aereo e nei calci piazzati. Si distingue anche per la grinta, la tenacia e la personalità con cui scende in campo.
Adattabile a diversi tipi di schieramenti tattici, si autodefinisce centravanti, ma è stato spesso utilizzato anche come ala o seconda punta.

## Carriera

### Club

#### Danubio
Cresciuto nel Salto, squadra della sua città, nelle giovanili del Danubio ottiene dei buoni risultati, ma a causa della sua fragilità fisica viene inizialmente soprannominato El Botija.
Esordisce in prima squadra nel 2006, durante il torneo di Clausura, nella partita contro il Defensor Sporting (4-0) del 9 aprile 2006. Segna i suoi primi due gol in un altro derby, stavolta contro il Liverpool (M). Con la formazione uruguaiana ha preso parte anche al Torneo Apertura 2006, poi vinto proprio dalla sua squadra, della quale diviene ben presto un punto fermo e con cui realizza 12 reti.
Nello stesso anno partecipa al Torneo di Viareggio, facendosi conoscere anche grazie al gol vittoria messo a segno contro la Primavera del Messina.
Con il Danubio gioca in totale 25 partite di campionato, lasciando il club futuro campione nazionale nel gennaio del 2007.

#### Palermo

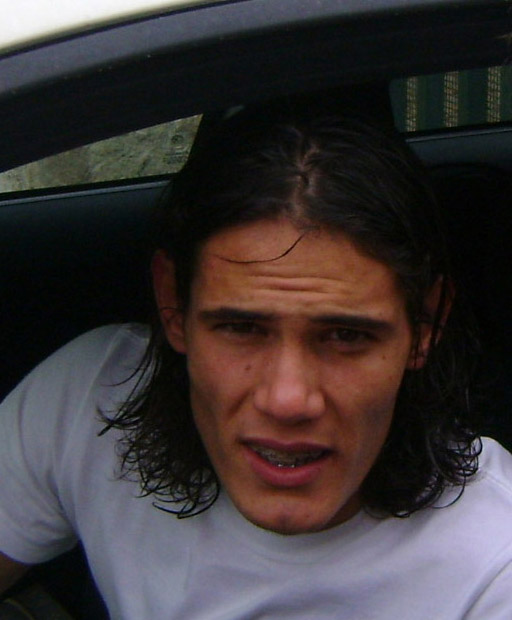
Cavani nel 2008 ai tempi del Palermo

Il 31 gennaio 2007 è ufficializzato il suo trasferimento al Palermo, in cambio di € 5 milioni. Esordisce in Serie A l'11 marzo 2007, a 20 anni, in occasione della partita interna del Palermo contro la Fiorentina: in questa stessa partita segna anche il suo primo gol con la maglia rosanero (1-1). Nella partita contro la Roma, entra a partita in corso, subendo un brutto fallo da parte di Mancini al 90' che chiude in anticipo il campionato 2006-2007 di Cavani.
Nella stagione 2007-2008 trova alterne fortune a causa della presenza di Amauri e del fatto che l'allenatore Colantuono lo schieri da punta esterna, ruolo a lui non congeniale. Conterà infatti 33 presenze in campionato (spesso però non dal primo minuto), segnando solamente 5 reti. Faceva inizialmente parte di un tridente offensivo con Amauri e Miccoli, ma l'arrivo alla guida tecnica di Francesco Guidolin determina l'abbandono dell'attacco a tre, e l'uruguaiano trova sempre meno spazio, giocando scampoli di partita.
Le annate 2008-2009 e 2009-2010 lo vedono incrementare la propria media realizzativa: Cavani chiude entrambe le stagioni con 15 reti complessive, migliorando le proprie prestazioni anche sul piano del sacrificio e dei ripiegamenti difensivi, nonostante l'allenatore Delio Rossi sulla panchina rosanero che non è mai riuscito a sfruttare al massimo le sue caratteristiche tanto da farlo cedere per soli 17 milioni.
Lascia la squadra rosanero dopo tre anni e mezzo, con 117 partite e 37 reti.

#### Napoli

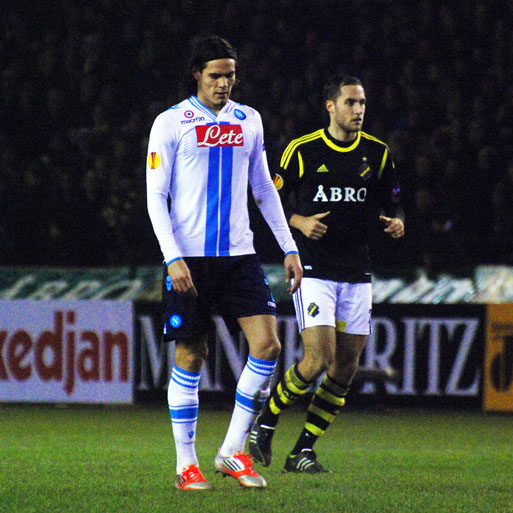
Cavani al Napoli nel 2012, durante la vittoriosa sfida di Europa League sul campo dell' (1-2) che varrà la qualificazione ai sedicesimi di finale

Il 22 luglio 2010 è ufficializzato il suo passaggio dal Palermo al Napoli, in cambio di € 17 milioni (5 per il prestito oneroso e i restanti 12 fissati come obbligo di riscatto). Il calciatore firma un contratto fino al 2015. Sceglie ancora la maglia numero 7, cedutagli dal nuovo compagno di squadra Ezequiel Lavezzi che invece prende la maglia numero 22.
L'allenatore Walter Mazzarri lo schiera come terminale offensivo nel suo 3-4-2-1, ruolo a lui più congeniale, con Marek Hamšík e lo stesso Lavezzi a supporto. Esordisce in maglia azzurra il 19 agosto 2010, nell'andata dei play-off di Europa League contro gli svedesi dell'Elfsborg (1-0); una settimana dopo firma i suoi primi gol con la maglia partenopea e in assoluto in una competizione europea, decidendo con una doppietta la partita di ritorno in Svezia. All'esordio in Serie A con la nuova maglia realizza il gol del momentaneo 0-1 nella gara giocata in Toscana contro la Fiorentina, terminata poi 1-1. Il 3 aprile 2011 supera lo storico record di Antonio Vojak (22 reti), che resisteva da settantotto anni, grazie alla quarta tripletta stagionale, decisiva nel 4-3 casalingo ai danni della Lazio. Conta 47 presenze e 33 reti complessive alla prima stagione partenopea (26 in campionato e 7 in Europa League), recitando un ruolo da protagonista nella qualificazione diretta in Champions League.
Riscattato dal Napoli secondo gli accordi presi, il 14 settembre 2011 esordisce in Champions League segnando il gol del vantaggio nella prima partita della fase a gironi giocata in trasferta contro il Manchester City (1-1). quattro giorni dopo trova i primi gol in campionato firmando una tripletta ai danni dei campioni in carica del Milan (3-1), ed è così il primo calciatore a portarsi a casa il pallone della partita, trofeo che proprio a partire dalla stagione 2011-2012 viene assegnato a chi realizza tre o più gol in una partita. Il 23 gennaio 2012 viene inserito nella miglior formazione del 2011 del Gran Galà del calcio AIC. Nel complesso realizza 23 gol in campionato e 5 in Champions League.
Il 20 maggio segna il gol che sblocca la finale di Coppa Italia contro la Juventus, poi vinta per 2-0 dal Napoli, ottenendo così il suo primo trofeo in Italia; in questa competizione realizza cinque reti, che gli valgono il titolo di capocannoniere del torneo. Chiude la seconda stagione in azzurro con 48 presenze e 33 reti, eguagliando pertanto lo score personale della stagione precedente.
Apre la stagione successiva segnando uno dei due gol del Napoli nella finale della Supercoppa italiana persa per 4-2 in favore della Juventus. L'8 novembre 2012 sigla l'intera quaterna (la prima in carriera) nel 4-2 casalingo contro gli ucraini del Dnipro, nell'incontro valido per la quarta giornata della fase a gironi dell'Europa League.
Il 27 gennaio seguente, per il secondo anno consecutivo, viene inserito nella miglior formazione del 2012 del Gran Galà del calcio AIC Chiude il campionato con 29 reti in 34 partite, diventando il secondo giocatore del Napoli, dopo Diego Armando Maradona, a vincere la classifica cannonieri del campionato di Serie A. Il 27 gennaio 2014, per il terzo anno consecutivo, viene inserito nella miglior formazione del 2013 del Gran Galà del calcio AIC.

#### Paris Saint-Germain

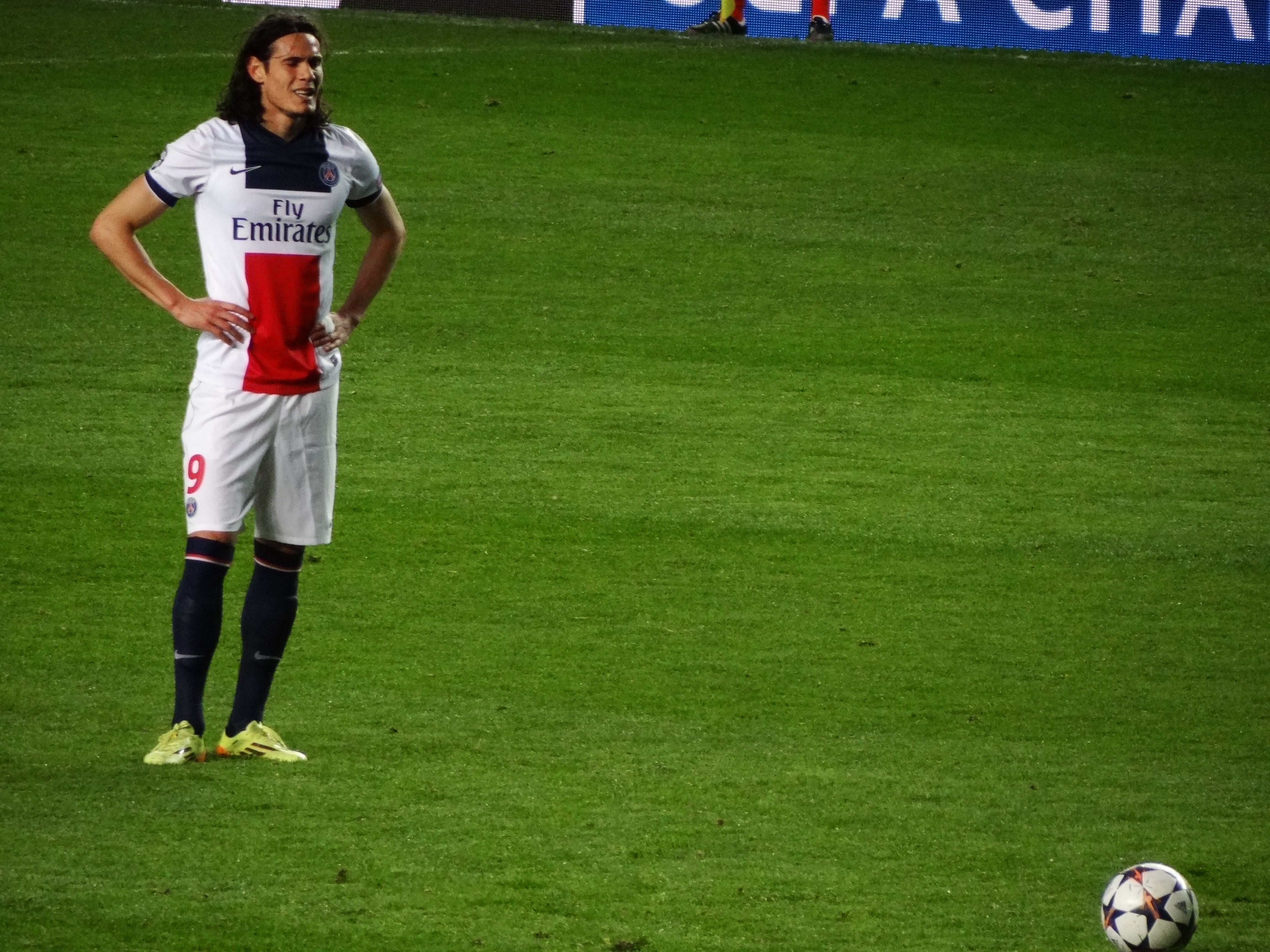
Cavani mentre si appresta a battere un calcio di punizione durante un incontro di Champions League contro il Chelsea nel 2014

Il 16 luglio 2013 passa alla società francese del Paris Saint-Germain, per € 64 milioni più 2 di bonus, firmando un contratto quinquennale. Esordisce con la maglia del PSG il 9 agosto 2013 in Montpellier-PSG (1-1) della prima giornata di campionato. Nella successiva partita gioca da titolare e segna il gol del pareggio nella sfida casalinga contro l'Ajaccio (1-1). Il 19 aprile 2014 vince la Coupe de la Ligue battendo in finale l'Olympique Lione per 2-1, segnando la doppietta decisiva. A fine stagione vince il campionato e il suo nome appare come componente della Squadra ideale della Ligue 1 nel Trophées UNFP du football.
Apre la stagione 2014-2015 con la vittoria della Supercoppa di Francia, disputata il 2 agosto, contro il Guingamp (2-0). Il 4 gennaio 2015 viene messo fuori rosa per due giornate, insieme a Lavezzi, a causa di un tardivo rientro dalle vacanze natalizie. I due erano infatti attesi per uno stage di allenamento con l'intera squadra, in Marocco. Dopo essere stato reintegrato in rosa, gioca la partita d'andata degli ottavi di Champions League contro il Chelsea (1-1), siglando la rete del pareggio.

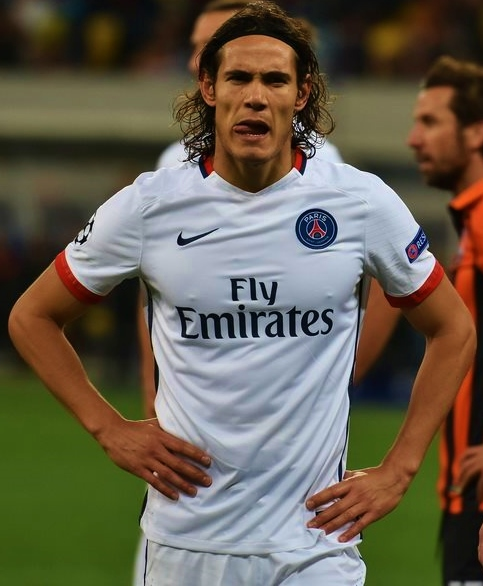
Cavani con i parigini nel 2015, nella trasferta di Champions League contro lo Shakhtar Donetsk

A partire dalla seconda metà di aprile, complice anche la squalifica di tre turni inflitta al compagno di attacco Zlatan Ibrahimović, Cavani riprende a segnare con regolarità, risultando spesso decisivo ai fini del risultato, nella volata finale per lo scudetto transalpino. Il 3 maggio, in occasione della vittoria esterna per 2-0 in Ligue 1 sul Nantes, arriva a marcare il suo cinquantesimo gol con il PSG. Il 30 maggio regala ai "parisiens" la nona Coupe de France con un gol contro l'Auxerre in finale. Chiude la stagione come capocannoniere della squadra, con 31 gol.
Il 1º agosto 2015 vince la Supercoppa di Francia contro l'Olimpique Lione, segnando la rete del 2-0. Il 27 gennaio 2018, segnando contro il Montpellier, diventa il miglior marcatore assoluto nella storia del Paris Saint-Germain (157 gol). Il 23 febbraio 2020, nel corso della partita casalinga PSG-Bordeaux, realizza la sua marcatura numero 200 con la maglia dei parigini, che si rivelerà essere l'ultima, poiché nel giugno seguente decide di non rinnovare il proprio contratto con i parigini.

#### Manchester Utd
Il 5 ottobre 2020 si accorda con il Manchester Utd scegliendo di indossare la maglia nº 7. L'esordio in Premier League avviene il 24 dello stesso mese, in occasione del match pareggiato per 0-0 con il Chelsea, subentrando al 58' a Daniel James mentre segna la sua prima rete il 7 novembre siglando l'ultima marcatura del 3-1 all'Everton; il 29 dello stesso mese segna anche la sua prima doppietta decidendo la sfida contro il Southampton. Il 30 dicembre 2020 a causa della pubblicazione di un post ritenuto di matrice razziale è stato squalificato per tre giornate e multato di 100 000 sterline. Marca il suo primo centro europeo il 29 aprile 2021 contribuendo con una doppietta al 6-2 inflitto alla Roma e ne segna un'altra al ritorno, segna ancora nella finale siglando il momentaneo vantaggio della sua squadra visto che il Villarreal pareggerà e vincerà ai rigori nonostante Cavani avesse realizzato il suo penalty. Chiude la sua prima stagione in Inghilterra con 39 presenze e 17 reti.

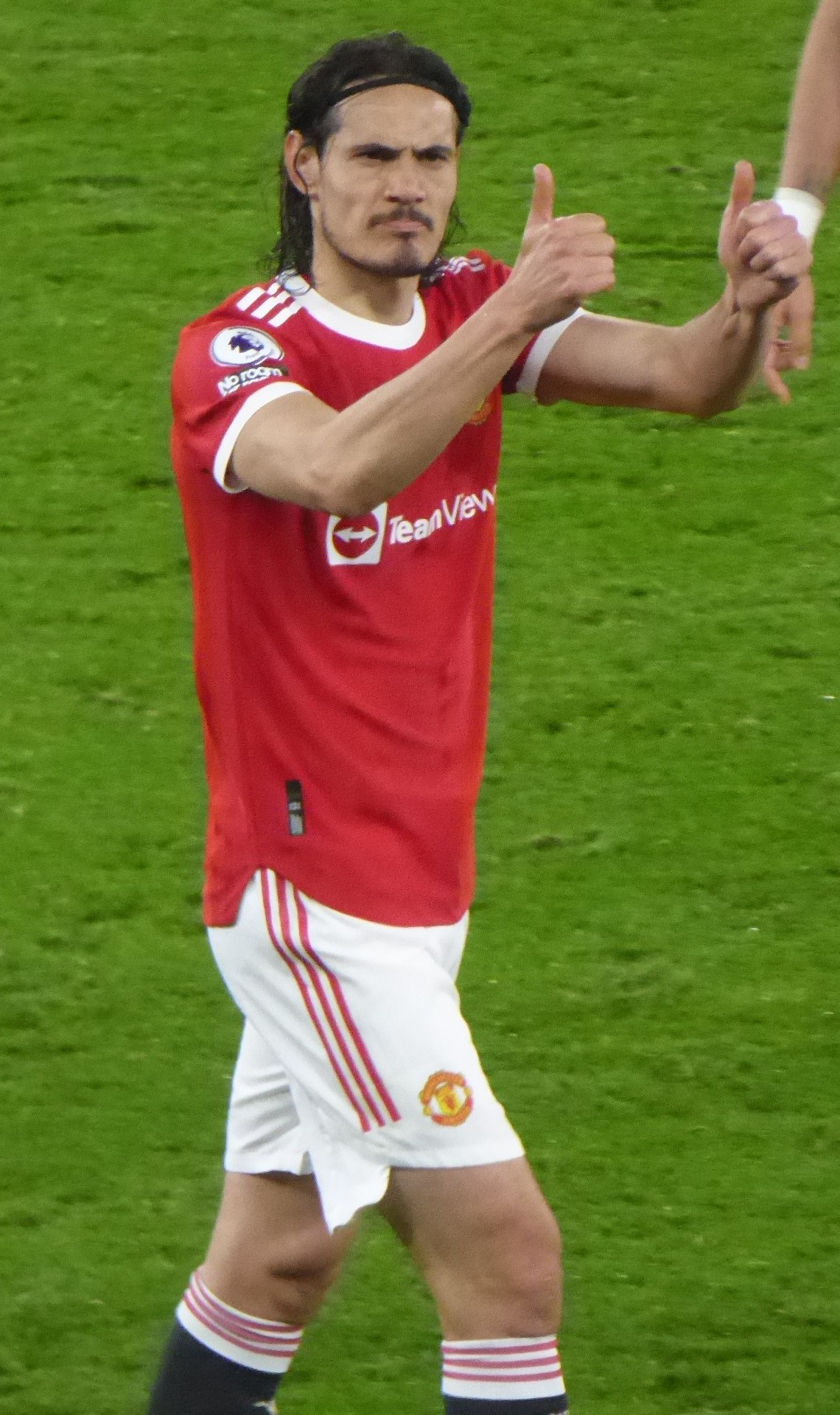
Cavani con i Red Devils nella partita di campionato contro il Brentford del 22 maggio 2022

L'anno successivo cede la 7 a Cristiano Ronaldo e passa al 21 (già utilizzato in nazionale), e trova minore spazio a causa di problemi fisici. A fine stagione non rinnova il proprio contratto con lo United, rimanendo così svincolato.

#### Valencia
Il 29 agosto 2022 sottoscrive un contratto biennale con il Valencia. Con il club spagnolo gioca una sola stagione ed il 29 luglio 2023 rescinde il proprio contratto con un anno di anticipo.

#### Boca Juniors
Poche ore dopo la rescissione del contratto con la squadra spagnola, firma un accordo di un anno e mezzo fino al 31 dicembre 2024 con gli argentini del Boca Juniors.
Dopo un primo semestre difficile, dove l'unico momento degno di nota è il gol al SE Palmeiras, in occasione della semifinale di ritorno della Coppa Libertadores , inizia la nuova stagione con una marcia differente. Rompe il digiuno da gol, in occasione della quinta giornata della Copa de la Liga Profesional, con una tripletta inflitta al Belgrano. Contribuisce con 10 presenze e sei reti alla qualificazione degli xeneizes ai playoff della Copa de la Liga Profesional. Ai quarti di finale della medesima competizione realizza il goal del 2-1 con cui il Boca rimonta il momentaneo vantaggio dei rivali del River Plate.
Sigla una doppietta nella partita vinta per 3-0 contro il Central Norte, valevole per il primo turno della Copa Argentina.

### Nazionale
Nel gennaio 2007 viene convocato nella nazionale uruguaiana Under-20, della quale assume anche il ruolo di capitano, per disputare il campionato sudamericano Under-20 tenutosi in Paraguay. Conclude il torneo vincendo la classifica cannonieri con sette reti e aggiudicandosi il Pallone d'oro quale miglior calciatore della competizione, contribuendo a far arrivare l'Uruguay in terza posizione e garantendogli in tal modo una convocazione per il successivo campionato del mondo Under-20, sebbene non venga centrata la qualificazione ai Giochi olimpici di Pechino 2008.
Il 7 febbraio 2008, a una settimana dal suo 21º compleanno, esordisce in nazionale maggiore nell'amichevole contro la Colombia, bagnando l'esordio con una rete. Dopo aver giocato sette partite di qualificazione al campionato mondiale del 2010 senza realizzare gol, torna a segnare con la maglia della Celeste il 3 marzo 2010 nell'amichevole pre-Mondiale contro la Svizzera, vinta in trasferta per 3-1, dopo essere subentrato al 62'.

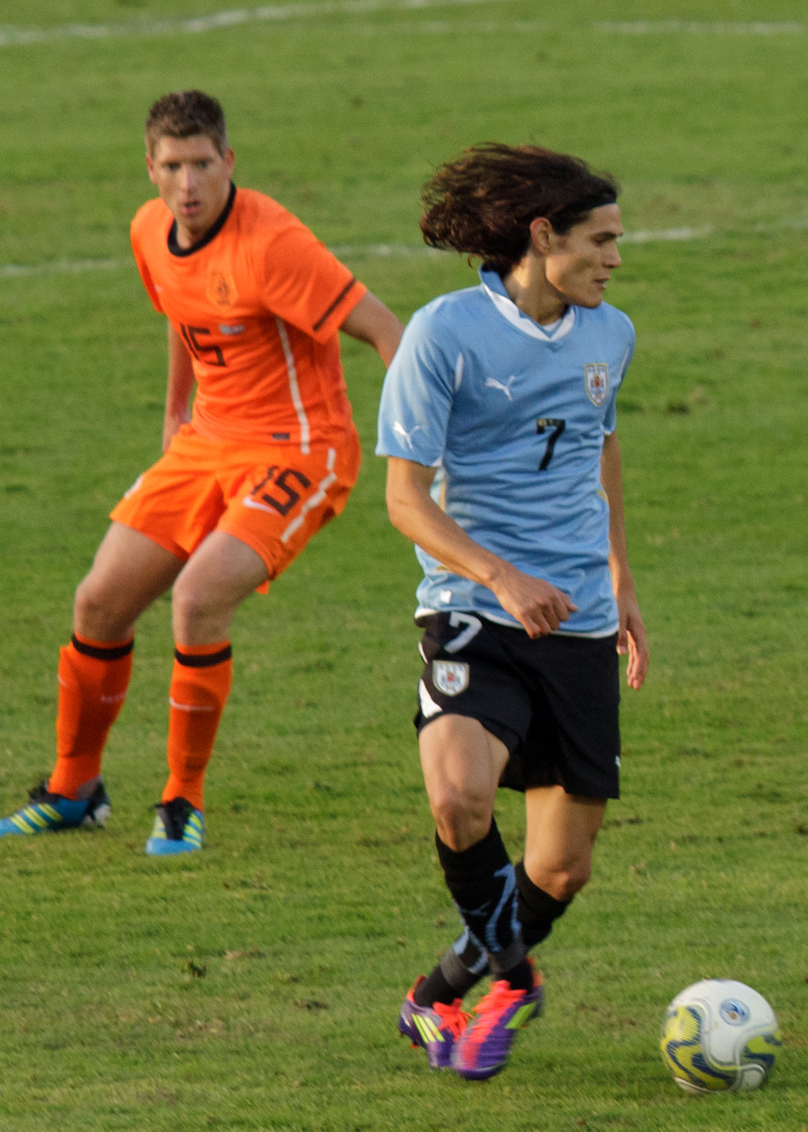
Cavani (a destra) nel 2011 con la maglia della Celeste in un duello contro l'olandese Stijn Schaars

A giugno viene incluso nella rosa di 23 giocatori che prende parte al Mondiale sudafricano del 2010. Esordisce nella massima competizione internazionale nella seconda giornata della fase a gironi, nell'incontro vinto per 3-0 contro i padroni di casa del Sudafrica, uscendo all'89' per lasciare il posto a Sebastián Bruno Fernández. Nella successiva partita contro il Messico (vinta per 1-0), terzo e ultimo incontro del girone, gioca tutti i 90' da titolare servendo l'assist a Luis Suárez per il gol vittoria. La prima e unica rete nella competizione arriva nella finale per il 3º posto contro la Germania, persa per 3-2, segnando al 28' la rete del momentaneo 1-1. Chiude quindi il suo primo Mondiale, il migliore per la Celeste dal 1970, con 6 presenze e una rete.
Il 28 giugno 2011 viene inserito nella lista dei 23 convocati per la Copa América, con la maglia numero 21. Dopo aver giocato da titolare nella prima giornata della fase a gironi contro il Perù (1-1), nella successiva partita contro il Cile (ancora un pareggio per 1-1) subisce un infortunio al ginocchio che lo tiene fuori dal campo fino alla finale del 24 luglio, quando, subentrando ad Álvaro Pereira al 63', partecipa alla vittoria della sua squadra per 3-0 ai danni del Paraguay, vincendo così la competizione.
A giugno 2012 viene convocato per i Giochi olimpici di Londra come fuori quota. Disputa da titolare le tre partite del primo turno contro le selezioni olimpiche di Emirati Arabi Uniti, Senegal e Regno Unito senza andare a segno, con l'Uruguay che non riesce a superare il girone.

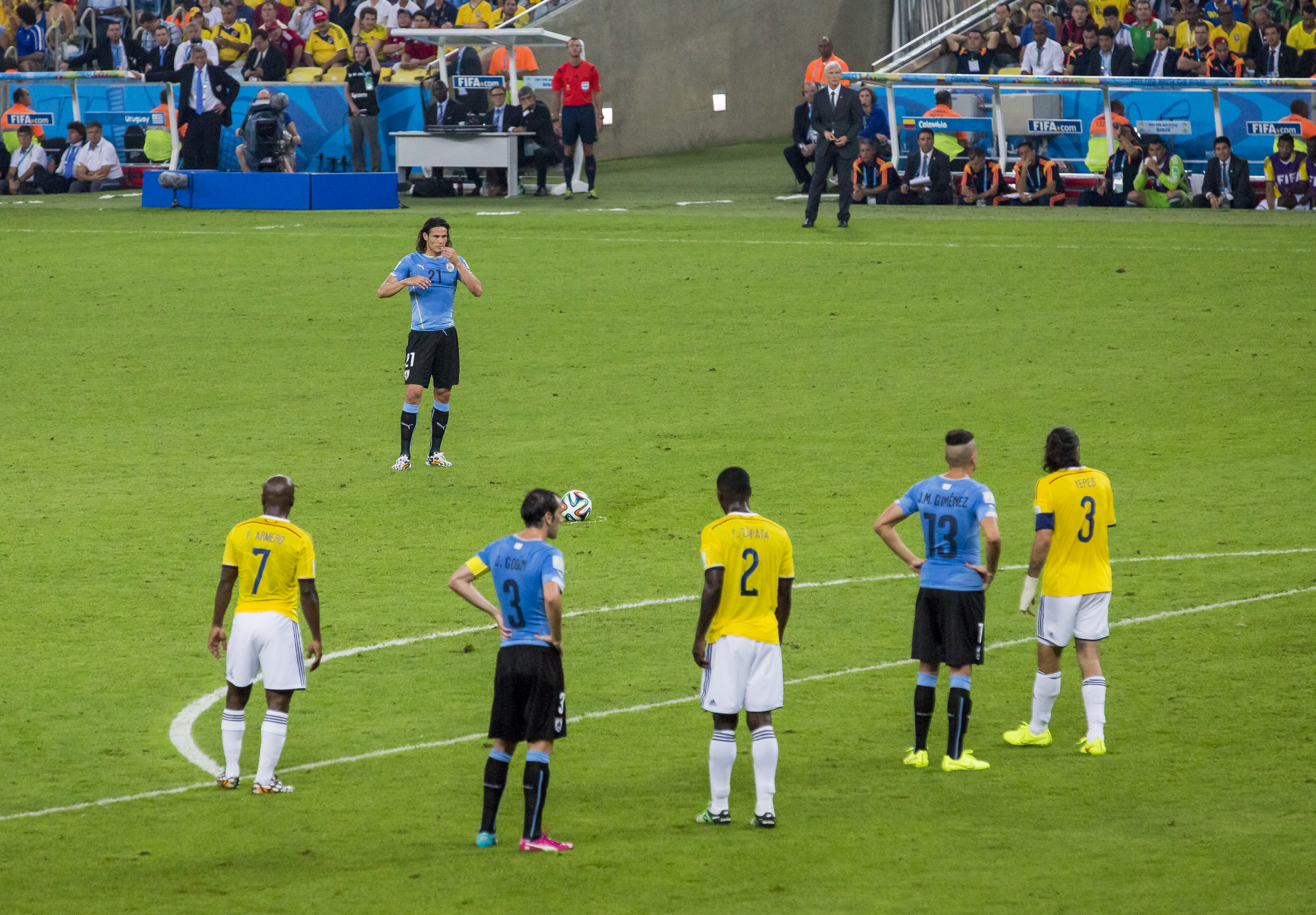
Cavani si appresta a tirare un calcio di punizione durante gli ottavi di finale dei Mondiali 2014 contro la

Convocato per la FIFA Confederations Cup 2013, gioca le prime due partite del girone, la semifinale contro il Brasile e la finale per il terzo posto contro l'Italia, persa ai tiri di rigore; i gol segnati sono tre: uno alla nazionale verdeoro padrone di casa e quindi una doppietta contro gli azzurri.
Il 31 maggio 2014 è stato inserito nella lista definitiva dei 23 calciatori disponibili per il Mondiale. Durante la prima partita della fase a gironi segna il gol dell'1-0 contro la Costa Rica; la partita finirà 3-1 per i costaricani. In totale disputa tutte e quattro le partite del Mondiale giocate dalla sua nazionale (eliminata agli ottavi di finale dalla Colombia), tutte da titolare, siglando una rete.
Viene convocato per la Copa América Centenario negli Stati Uniti, manifestazione in cui scende in campo in tre occasioni, senza mai trovare la via della rete.
Convocato per i Mondiali 2018 realizza il suo primo gol nella manifestazione siglando il definitivo 3-0 ai padroni di casa della Russia durante l'ultima gara della fase a gironi. Agli ottavi di finale realizza la doppietta che elimina il Portogallo e porta gli uruguaiani ai quarti; nella stessa partita si procura però un infortunio e non disputa la partita contro la Francia, vinta 2-0 dai transalpini.
Viene convocato per la Copa América del 2019 in Brasile, dove segna il gol decisivo per la qualificazione ai quarti contro il Cile, dove poi subiscono l'eliminazione per mano del Perù. Gioca anche la successiva Copa América disputatasi di nuovo in Brasile a causa della pandemia di COVID-19, dove realizza due reti e l'Uruguay viene eliminato di nuovo ai quarti, questa volta dalla Colombia.
Convocato per il campionato del mondo del 2022 in Qatar (suo ultimo mondiale), non segna nessuna rete nelle tre gare del girone con Portogallo, Corea del Sud e Ghana, che sanciscono l'eliminazione della nazionale uruguagia.
Il 30 maggio 2024 annuncia il ritiro dalla nazionale, dopo 58 gol segnati in 136 partite ufficiali.

## Statistiche
Tra club, nazionale maggiore e nazionali giovanili Cavani ha disputato complessivamente 901 partite segnando 477 reti, con la media di 0.53 gol a partita.

### Presenze e reti nei club
Statistiche aggiornate al 17 agosto 2025.
| Stagione                   | Squadra                    | Campionato                 | Campionato | Campionato | Coppe nazionali | Coppe nazionali | Coppe nazionali | Coppe continentali | Coppe continentali | Coppe continentali | Altre coppe | Altre coppe | Altre coppe | Totale | Totale |
| Stagione                   | Squadra                    | Comp                       | Pres       | Reti       | Comp            | Pres            | Reti            | Comp               | Pres               | Reti               | Comp        | Pres        | Reti        | Pres   | Reti   |
| -------------------------- | -------------------------- | -------------------------- | ---------- | ---------- | --------------- | --------------- | --------------- | ------------------ | ------------------ | ------------------ | ----------- | ----------- | ----------- | ------ | ------ |
| 2005-2006                  | Danubio                    | PD                         | 10         | 4          | LPL             | 5               | 3               | -                  | -                  | -                  | -           | -           | -           | 15     | 7      |
| 2006-gen. 2007             | Danubio                    | PD                         | 15         | 5          | -               | -               | -               | -                  | -                  | -                  | -           | -           | -           | 15     | 5      |
| Totale Danubio             | Totale Danubio             | Totale Danubio             | 25         | 9          |                 | 5               | 3               |                    | -                  | -                  |             | -           | -           | 30     | 12     |
| gen.-giu. 2007             | Palermo                    | A                          | 7          | 2          | CI              | -               | -               | CU                 | -                  | -                  | -           | -           | -           | 7      | 2      |
| 2007-2008                  | Palermo                    | A                          | 33         | 5          | CI              | 2               | 0               | CU                 | 2                  | 0                  | -           | -           | -           | 37     | 5      |
| 2008-2009                  | Palermo                    | A                          | 35         | 14         | CI              | 1               | 1               | -                  | -                  | -                  | -           | -           | -           | 36     | 15     |
| 2009-2010                  | Palermo                    | A                          | 34         | 13         | CI              | 3               | 2               | -                  | -                  | -                  | -           | -           | -           | 37     | 15     |
| Totale Palermo             | Totale Palermo             | Totale Palermo             | 109        | 34         |                 | 6               | 3               |                    | 2                  | 0                  |             | -           | -           | 117    | 37     |
| 2010-2011                  | Napoli                     | A                          | 35         | 26         | CI              | 2               | 0               | UEL                | 10                 | 7                  | -           | -           | -           | 47     | 33     |
| 2011-2012                  | Napoli                     | A                          | 35         | 23         | CI              | 5               | 5               | UCL                | 8                  | 5                  | -           | -           | -           | 48     | 33     |
| 2012-2013                  | Napoli                     | A                          | 34         | 29         | CI              | 1               | 1               | UEL                | 7                  | 7                  | SI          | 1           | 1           | 43     | 38     |
| Totale Napoli              | Totale Napoli              | Totale Napoli              | 104        | 78         |                 | 8               | 6               |                    | 25                 | 19                 |             | 1           | 1           | 138    | 104    |
| 2013-2014                  | Paris Saint-Germain        | L1                         | 30         | 16         | CF+CdL          | 2+3             | 1+4             | UCL                | 8                  | 4                  | SF          | 0           | 0           | 43     | 25     |
| 2014-2015                  | Paris Saint-Germain        | L1                         | 35         | 18         | CF+CdL          | 4+3             | 4+3             | UCL                | 10                 | 6                  | SF          | 1           | 0           | 53     | 31     |
| 2015-2016                  | Paris Saint-Germain        | L1                         | 32         | 19         | CF+CdL          | 5+4             | 2+1             | UCL                | 10                 | 2                  | SF          | 1           | 1           | 52     | 25     |
| 2016-2017                  | Paris Saint-Germain        | L1                         | 36         | 35         | CF+CdL          | 3+3             | 2+4             | UCL                | 8                  | 8                  | SF          | 0           | 0           | 50     | 49     |
| 2017-2018                  | Paris Saint-Germain        | L1                         | 32         | 28         | CF+CdL          | 5+2             | 3+2             | UCL                | 8                  | 7                  | SF          | 1           | 0           | 48     | 40     |
| 2018-2019                  | Paris Saint-Germain        | L1                         | 21         | 18         | CF+CdL          | 3+2             | 2+1             | UCL                | 7                  | 2                  | SF          | 0           | 0           | 33     | 23     |
| 2019-2020                  | Paris Saint-Germain        | L1                         | 14         | 4          | CF+CdL          | 3+1             | 2+0             | UCL                | 3                  | 1                  | SF          | 1           | 0           | 22     | 7      |
| Totale Paris Saint-Germain | Totale Paris Saint-Germain | Totale Paris Saint-Germain | 200        | 138        |                 | 43              | 31              |                    | 54                 | 30                 |             | 4           | 1           | 301    | 200    |
| 2020-2021                  | Manchester Utd             | PL                         | 26         | 10         | FACup+CdL       | 3+1             | 0+1             | UCL+UEL            | 4+5                | 0+6                | -           | -           | -           | 39     | 17     |
| 2021-2022                  | Manchester Utd             | PL                         | 15         | 2          | FACup+CdL       | 1+0             | 0               | UCL                | 4                  | 0                  | -           | -           | -           | 20     | 2      |
| Totale Manchester Utd      | Totale Manchester Utd      | Totale Manchester Utd      | 41         | 12         |                 | 5               | 1               |                    | 13                 | 6                  |             | -           | -           | 59     | 19     |
| 2022-2023                  | Valencia                   | PD                         | 25         | 5          | CR              | 2               | 2               | -                  | -                  | -                  | SS          | 1           | 0           | 28     | 7      |
| lug.-dic. 2023             | Boca Juniors               | PD                         | 0          | 0          | CA+CdL          | 2+8             | 1+1             | CL                 | 6                  | 1                  | SI+SA       | -           | -           | 16     | 3      |
| 2024                       | Boca Juniors               | PD                         | 17         | 4          | CA+CdL          | 4+12            | 4+7             | CS                 | 6                  | 5                  | -           | -           | -           | 39     | 20     |
| 2025                       | Boca Juniors               | PD                         | 15         | 2          | CA              | 1               | 1               | CL                 | 1                  | 0                  | Cmc         | 1           | 0           | 18     | 3      |
| Totale Boca Juniors        | Totale Boca Juniors        | Totale Boca Juniors        | 32         | 6          |                 | 7+20            | 6+8             |                    | 13                 | 6                  |             | 1           | 0           | 73     | 26     |
| Totale carriera            | Totale carriera            | Totale carriera            | 536        | 282        |                 | 96              | 60              |                    | 107                | 61                 |             | 7           | 2           | 746    | 405    |

### Cronologia presenze e reti in nazionale
| Cronologia completa delle presenze e delle reti in nazionale ― Uruguay | Cronologia completa delle presenze e delle reti in nazionale ― Uruguay | Cronologia completa delle presenze e delle reti in nazionale ― Uruguay | Cronologia completa delle presenze e delle reti in nazionale ― Uruguay | Cronologia completa delle presenze e delle reti in nazionale ― Uruguay | Cronologia completa delle presenze e delle reti in nazionale ― Uruguay | Cronologia completa delle presenze e delle reti in nazionale ― Uruguay | Cronologia completa delle presenze e delle reti in nazionale ― Uruguay |
| Data                                                                   | Città                                                                  | In casa                                                                | Risultato                                                              | Ospiti                                                                 | Competizione                                                           | Reti                                                                   | Note                                                                   |
| ---------------------------------------------------------------------- | ---------------------------------------------------------------------- | ---------------------------------------------------------------------- | ---------------------------------------------------------------------- | ---------------------------------------------------------------------- | ---------------------------------------------------------------------- | ---------------------------------------------------------------------- | ---------------------------------------------------------------------- |
| 6-2-2008                                                               | Montevideo                                                             | Uruguay                                                                | 2 – 2                                                                  | Colombia                                                               | Amichevole                                                             | 1                                                                      | 74’                                                                    |
| 25-5-2008                                                              | Bochum                                                                 | Turchia                                                                | 2 – 3                                                                  | Uruguay                                                                | Amichevole                                                             | -                                                                      | 46’                                                                    |
| 11-10-2008                                                             | Buenos Aires                                                           | Argentina                                                              | 2 – 1                                                                  | Uruguay                                                                | Qual. Mondiali 2010                                                    | -                                                                      | 23’                                                                    |
| 19-11-2008                                                             | Saint-Denis                                                            | Francia                                                                | 0 – 0                                                                  | Uruguay                                                                | Amichevole                                                             | -                                                                      | 47’                                                                    |
| 11-2-2009                                                              | Tripoli                                                                | Libia                                                                  | 2 – 3                                                                  | Uruguay                                                                | Amichevole                                                             | -                                                                      | 59’ 77’                                                                |
| 1-4-2009                                                               | Santiago del Cile                                                      | Cile                                                                   | 0 – 0                                                                  | Uruguay                                                                | Qual. Mondiali 2010                                                    | -                                                                      | 85’                                                                    |
| 6-6-2009                                                               | Montevideo                                                             | Uruguay                                                                | 0 – 4                                                                  | Brasile                                                                | Qual. Mondiali 2010                                                    | -                                                                      | 74’                                                                    |
| 10-6-2009                                                              | Puerto Ordaz                                                           | Venezuela                                                              | 2 – 2                                                                  | Uruguay                                                                | Qual. Mondiali 2010                                                    | -                                                                      | 80’ 84’                                                                |
| 12-8-2009                                                              | Algeri                                                                 | Algeria                                                                | 1 – 0                                                                  | Uruguay                                                                | Amichevole                                                             | -                                                                      | 61’                                                                    |
| 9-9-2009                                                               | Montevideo                                                             | Uruguay                                                                | 3 – 1                                                                  | Colombia                                                               | Qual. Mondiali 2010                                                    | -                                                                      | 32’                                                                    |
| 10-10-2009                                                             | Quito                                                                  | Ecuador                                                                | 1 – 2                                                                  | Uruguay                                                                | Qual. Mondiali 2010                                                    | -                                                                      | 85’                                                                    |
| 14-10-2009                                                             | Montevideo                                                             | Uruguay                                                                | 0 – 1                                                                  | Argentina                                                              | Qual. Mondiali 2010                                                    | -                                                                      | 59’                                                                    |
| 3-3-2010                                                               | San Gallo                                                              | Svizzera                                                               | 1 – 3                                                                  | Uruguay                                                                | Amichevole                                                             | 1                                                                      | 63’                                                                    |
| 26-5-2010                                                              | Montevideo                                                             | Uruguay                                                                | 4 – 1                                                                  | Israele                                                                | Amichevole                                                             | -                                                                      | 62’                                                                    |
| 16-6-2010                                                              | Pretoria                                                               | Sudafrica                                                              | 0 – 3                                                                  | Uruguay                                                                | Mondiali 2010 - 1º turno                                               | -                                                                      | 89’                                                                    |
| 22-6-2010                                                              | Rustenburg                                                             | Messico                                                                | 0 – 1                                                                  | Uruguay                                                                | Mondiali 2010 - 1º turno                                               | -                                                                      |                                                                        |
| 26-6-2010                                                              | Port Elizabeth                                                         | Uruguay                                                                | 2 – 1                                                                  | Corea del Sud                                                          | Mondiali 2010 - Ottavi di finale                                       | -                                                                      |                                                                        |
| 2-7-2010                                                               | Johannesburg                                                           | Uruguay                                                                | 1 – 1 dts (4 – 2 dtr)                                                  | Ghana                                                                  | Mondiali 2010 - Quarti di finale                                       | -                                                                      | 76’                                                                    |
| 6-7-2010                                                               | Città del Capo                                                         | Uruguay                                                                | 2 – 3                                                                  | Paesi Bassi                                                            | Mondiali 2010 - Semifinale                                             | -                                                                      |                                                                        |
| 10-7-2010                                                              | Port Elizabeth                                                         | Uruguay                                                                | 2 – 3                                                                  | Germania                                                               | Mondiali 2010 - Finale 3º posto                                        | 1                                                                      | 89’                                                                    |
| 11-8-2010                                                              | Lisbona                                                                | Angola                                                                 | 0 – 2                                                                  | Uruguay                                                                | Amichevole                                                             | 1                                                                      | 46’                                                                    |
| 8-10-2010                                                              | Giacarta                                                               | Indonesia                                                              | 1 – 7                                                                  | Uruguay                                                                | Amichevole                                                             | 3                                                                      |                                                                        |
| 12-10-2010                                                             | Wuhan                                                                  | Cina                                                                   | 0 – 4                                                                  | Uruguay                                                                | Amichevole                                                             | 1                                                                      |                                                                        |
| 17-11-2010                                                             | Santiago del Cile                                                      | Cile                                                                   | 2 – 0                                                                  | Uruguay                                                                | Amichevole                                                             | -                                                                      | 41’                                                                    |
| 29-3-2011                                                              | Dublino                                                                | Irlanda                                                                | 2 – 3                                                                  | Uruguay                                                                | Amichevole                                                             | 1                                                                      | 64’                                                                    |
| 29-5-2011                                                              | Sinsheim                                                               | Germania                                                               | 2 – 1                                                                  | Uruguay                                                                | Amichevole                                                             | -                                                                      |                                                                        |
| 8-6-2011                                                               | Montevideo                                                             | Uruguay                                                                | 1 – 1 (4 – 3 dtr)                                                      | Paesi Bassi                                                            | Amichevole                                                             | -                                                                      |                                                                        |
| 23-6-2011                                                              | Rivera                                                                 | Uruguay                                                                | 3 – 0                                                                  | Estonia                                                                | Amichevole                                                             | -                                                                      |                                                                        |
| 4-7-2011                                                               | San Juan                                                               | Uruguay                                                                | 1 – 1                                                                  | Perù                                                                   | Coppa America 2011 - 1º turno                                          | -                                                                      | 79’                                                                    |
| 8-7-2011                                                               | Mendoza                                                                | Uruguay                                                                | 1 – 1                                                                  | Cile                                                                   | Coppa America 2011 - 1º turno                                          | -                                                                      | 46’                                                                    |
| 24-7-2011                                                              | Buenos Aires                                                           | Uruguay                                                                | 3 – 0                                                                  | Paraguay                                                               | Coppa America 2011 - Finale                                            | -                                                                      | 63’                                                                    |
| 2-9-2011                                                               | Charkiv                                                                | Ucraina                                                                | 2 – 3                                                                  | Uruguay                                                                | Amichevole                                                             | -                                                                      |                                                                        |
| 7-10-2011                                                              | Montevideo                                                             | Uruguay                                                                | 4 – 2                                                                  | Bolivia                                                                | Qual. Mondiali 2014                                                    | 1                                                                      | 71’                                                                    |
| 11-10-2011                                                             | Asunción                                                               | Paraguay                                                               | 1 – 1                                                                  | Uruguay                                                                | Qual. Mondiali 2014                                                    | -                                                                      |                                                                        |
| 11-11-2011                                                             | Montevideo                                                             | Uruguay                                                                | 4 – 0                                                                  | Cile                                                                   | Qual. Mondiali 2014                                                    | -                                                                      |                                                                        |
| 15-11-2011                                                             | Roma                                                                   | Italia                                                                 | 0 – 1                                                                  | Uruguay                                                                | Amichevole                                                             | -                                                                      | 40’                                                                    |
| 29-2-2012                                                              | Bucarest                                                               | Romania                                                                | 1 – 1                                                                  | Uruguay                                                                | Amichevole                                                             | 1                                                                      | 60’                                                                    |
| 25-5-2012                                                              | Mosca                                                                  | Russia                                                                 | 1 – 1                                                                  | Uruguay                                                                | Amichevole                                                             | -                                                                      |                                                                        |
| 2-6-2012                                                               | Montevideo                                                             | Uruguay                                                                | 1 – 1                                                                  | Venezuela                                                              | Qual. Mondiali 2014                                                    | -                                                                      |                                                                        |
| 10-6-2012                                                              | Montevideo                                                             | Uruguay                                                                | 4 – 2                                                                  | Perù                                                                   | Qual. Mondiali 2014                                                    | -                                                                      |                                                                        |
| 7-9-2012                                                               | Barranquilla                                                           | Colombia                                                               | 4 – 0                                                                  | Uruguay                                                                | Qual. Mondiali 2014                                                    | -                                                                      |                                                                        |
| 11-9-2012                                                              | Montevideo                                                             | Uruguay                                                                | 1 – 1                                                                  | Ecuador                                                                | Qual. Mondiali 2014                                                    | 1                                                                      |                                                                        |
| 12-10-2012                                                             | Mendoza                                                                | Argentina                                                              | 3 – 0                                                                  | Uruguay                                                                | Qual. Mondiali 2014                                                    | -                                                                      |                                                                        |
| 16-10-2012                                                             | La Paz                                                                 | Bolivia                                                                | 4 – 1                                                                  | Uruguay                                                                | Qual. Mondiali 2014                                                    | -                                                                      | 36’                                                                    |
| 14-11-2012                                                             | Danzica                                                                | Polonia                                                                | 1 – 3                                                                  | Uruguay                                                                | Amichevole                                                             | 1                                                                      | 46’                                                                    |
| 6-2-2013                                                               | Doha                                                                   | Spagna                                                                 | 3 – 1                                                                  | Uruguay                                                                | Amichevole                                                             | -                                                                      | 69’                                                                    |
| 22-3-2013                                                              | Montevideo                                                             | Uruguay                                                                | 1 – 1                                                                  | Paraguay                                                               | Qual. Mondiali 2014                                                    | -                                                                      | 45’                                                                    |
| 26-3-2013                                                              | Santiago del Cile                                                      | Cile                                                                   | 2 – 0                                                                  | Uruguay                                                                | Qual. Mondiali 2014                                                    | -                                                                      |                                                                        |
| 5-6-2013                                                               | Montevideo                                                             | Uruguay                                                                | 1 – 0                                                                  | Francia                                                                | Amichevole                                                             | -                                                                      | 66’                                                                    |
| 11-6-2013                                                              | Puerto Ordaz                                                           | Venezuela                                                              | 0 – 1                                                                  | Uruguay                                                                | Qual. Mondiali 2014                                                    | 1                                                                      |                                                                        |
| 16-6-2013                                                              | Recife                                                                 | Spagna                                                                 | 2 – 1                                                                  | Uruguay                                                                | Conf. Cup 2013 - 1º turno                                              | -                                                                      | 27’                                                                    |
| 20-6-2013                                                              | Salvador de Bahia                                                      | Nigeria                                                                | 1 – 2                                                                  | Uruguay                                                                | Conf. Cup 2013 - 1º turno                                              | -                                                                      |                                                                        |
| 26-6-2013                                                              | Belo Horizonte                                                         | Brasile                                                                | 2 – 1                                                                  | Uruguay                                                                | Conf. Cup 2013 - Semifinale                                            | 1                                                                      | 21’                                                                    |
| 30-6-2013                                                              | Salvador                                                               | Uruguay                                                                | 2 – 2 dts (2 – 3 dtr)                                                  | Italia                                                                 | Conf. Cup 2013 - Finale 3º posto                                       | 2                                                                      |                                                                        |
| 6-9-2013                                                               | Lima                                                                   | Perù                                                                   | 1 – 2                                                                  | Uruguay                                                                | Qual. Mondiali 2014                                                    | -                                                                      | 50’                                                                    |
| 10-9-2013                                                              | Montevideo                                                             | Uruguay                                                                | 2 – 0                                                                  | Colombia                                                               | Qual. Mondiali 2014                                                    | 1                                                                      |                                                                        |
| 11-10-2013                                                             | Quito                                                                  | Ecuador                                                                | 1 – 0                                                                  | Uruguay                                                                | Qual. Mondiali 2014                                                    | -                                                                      |                                                                        |
| 15-10-2013                                                             | Montevideo                                                             | Uruguay                                                                | 3 – 2                                                                  | Argentina                                                              | Qual. Mondiali 2014                                                    | 1                                                                      |                                                                        |
| 13-11-2013                                                             | Amman                                                                  | Giordania                                                              | 0 – 5                                                                  | Uruguay                                                                | Qual. Mondiali 2014                                                    | 1                                                                      |                                                                        |
| 20-11-2013                                                             | Montevideo                                                             | Uruguay                                                                | 0 – 0                                                                  | Giordania                                                              | Qual. Mondiali 2014                                                    | -                                                                      | 81’                                                                    |
| 30-5-2014                                                              | Montevideo                                                             | Uruguay                                                                | 1 – 0                                                                  | Irlanda del Nord                                                       | Amichevole                                                             | -                                                                      | 65’                                                                    |
| 4-6-2014                                                               | Montevideo                                                             | Uruguay                                                                | 2 – 0                                                                  | Slovenia                                                               | Amichevole                                                             | 1                                                                      | 56’                                                                    |
| 14-6-2014                                                              | Fortaleza                                                              | Uruguay                                                                | 1 – 3                                                                  | Costa Rica                                                             | Mondiali 2014 - 1º turno                                               | 1                                                                      |                                                                        |
| 19-6-2014                                                              | San Paolo                                                              | Uruguay                                                                | 2 – 1                                                                  | Inghilterra                                                            | Mondiali 2014 - 1º turno                                               | -                                                                      |                                                                        |
| 24-6-2014                                                              | Natal                                                                  | Italia                                                                 | 0 – 1                                                                  | Uruguay                                                                | Mondiali 2014 - 1º turno                                               | -                                                                      |                                                                        |
| 28-6-2014                                                              | Rio de Janeiro                                                         | Colombia                                                               | 2 – 0                                                                  | Uruguay                                                                | Mondiali 2014 - Ottavi di finale                                       | -                                                                      |                                                                        |
| 5-9-2014                                                               | Sapporo                                                                | Giappone                                                               | 0 – 2                                                                  | Uruguay                                                                | Amichevole                                                             | 1                                                                      | 58’                                                                    |
| 8-9-2014                                                               | Goyang                                                                 | Corea del Sud                                                          | 0 – 1                                                                  | Uruguay                                                                | Amichevole                                                             | -                                                                      | 57’                                                                    |
| 13-11-2014                                                             | Montevideo                                                             | Uruguay                                                                | 3 – 3 (6 – 7 dtr)                                                      | Costa Rica                                                             | Amichevole                                                             | 1                                                                      | 71’                                                                    |
| 18-11-2014                                                             | Santiago del Cile                                                      | Cile                                                                   | 1 – 2                                                                  | Uruguay                                                                | Amichevole                                                             | -                                                                      | 51’                                                                    |
| 28-3-2015                                                              | Agadir                                                                 | Marocco                                                                | 0 – 1                                                                  | Uruguay                                                                | Amichevole                                                             | 1                                                                      |                                                                        |
| 6-6-2015                                                               | Montevideo                                                             | Uruguay                                                                | 5 – 1                                                                  | Guatemala                                                              | Amichevole                                                             | 2                                                                      | 46’                                                                    |
| 13-6-2015                                                              | Antofagasta                                                            | Uruguay                                                                | 1 – 0                                                                  | Giamaica                                                               | Coppa America 2015 - 1ºturno                                           | -                                                                      |                                                                        |
| 16-6-2015                                                              | La Serena                                                              | Argentina                                                              | 1 – 0                                                                  | Uruguay                                                                | Coppa America 2015 - 1º turno                                          | -                                                                      |                                                                        |
| 20-6-2015                                                              | La Serena                                                              | Uruguay                                                                | 1 – 1                                                                  | Paraguay                                                               | Coppa America 2015 - 1º turno                                          | -                                                                      |                                                                        |
| 24-6-2015                                                              | Santiago del Cile                                                      | Cile                                                                   | 1 – 0                                                                  | Uruguay                                                                | Coppa America 2015 - Quarti di finale                                  | -                                                                      | 29’, 63’                                                               |
| 12-11-2015                                                             | Quito                                                                  | Ecuador                                                                | 2 – 1                                                                  | Uruguay                                                                | Qual. Mondiali 2018                                                    | 1                                                                      |                                                                        |
| 17-11-2015                                                             | Montevideo                                                             | Uruguay                                                                | 3 – 0                                                                  | Cile                                                                   | Qual. Mondiali 2018                                                    | -                                                                      |                                                                        |
| 25-3-2016                                                              | Recife                                                                 | Brasile                                                                | 2 – 2                                                                  | Uruguay                                                                | Qual. Mondiali 2018                                                    | 1                                                                      |                                                                        |
| 29-3-2016                                                              | Montevideo                                                             | Uruguay                                                                | 1 – 0                                                                  | Perù                                                                   | Qual. Mondiali 2018                                                    | 1                                                                      |                                                                        |
| 27-5-2016                                                              | La Plata                                                               | Uruguay                                                                | 3 – 1                                                                  | Trinidad e Tobago                                                      | Amichevole                                                             | 2                                                                      | 46’                                                                    |
| 5-6-2016                                                               | Glendale                                                               | Messico                                                                | 3 – 1                                                                  | Uruguay                                                                | Coppa America Centenario - 1º turno                                    | -                                                                      |                                                                        |
| 9-6-2016                                                               | Filadelfia                                                             | Uruguay                                                                | 0 – 1                                                                  | Venezuela                                                              | Coppa America Centenario - 1º turno                                    | -                                                                      |                                                                        |
| 13-6-2016                                                              | Santa Clara                                                            | Uruguay                                                                | 3 – 0                                                                  | Giamaica                                                               | Coppa America Centenario - 1º turno                                    | -                                                                      |                                                                        |
| 1-9-2016                                                               | Mendoza                                                                | Argentina                                                              | 1 – 0                                                                  | Uruguay                                                                | Qual. Mondiali 2018                                                    | -                                                                      | 37’                                                                    |
| 6-9-2016                                                               | Montevideo                                                             | Uruguay                                                                | 4 – 0                                                                  | Paraguay                                                               | Qual. Mondiali 2018                                                    | 2                                                                      | 72’                                                                    |
| 6-10-2016                                                              | Montevideo                                                             | Uruguay                                                                | 3 – 0                                                                  | Venezuela                                                              | Qual. Mondiali 2018                                                    | 2                                                                      |                                                                        |
| 11-10-2016                                                             | Barranquilla                                                           | Colombia                                                               | 2 – 2                                                                  | Uruguay                                                                | Qual. Mondiali 2018                                                    | -                                                                      | 21’                                                                    |
| 15-11-2016                                                             | Santiago del Cile                                                      | Cile                                                                   | 3 – 1                                                                  | Uruguay                                                                | Qual. Mondiali 2018                                                    | 1                                                                      |                                                                        |
| 23-3-2017                                                              | Montevideo                                                             | Uruguay                                                                | 1 – 4                                                                  | Brasile                                                                | Qual. Mondiali 2018                                                    | 1                                                                      |                                                                        |
| 28-3-2017                                                              | Lima                                                                   | Perù                                                                   | 2 – 1                                                                  | Uruguay                                                                | Qual. Mondiali 2018                                                    | -                                                                      |                                                                        |
| 4-6-2017                                                               | Dublino                                                                | Irlanda                                                                | 3 – 1                                                                  | Uruguay                                                                | Amichevole                                                             | -                                                                      | 15’                                                                    |
| 31-8-2017                                                              | Montevideo                                                             | Uruguay                                                                | 0 – 0                                                                  | Argentina                                                              | Qual. Mondiali 2018                                                    | -                                                                      |                                                                        |
| 5-9-2017                                                               | Asunción                                                               | Paraguay                                                               | 1 – 2                                                                  | Uruguay                                                                | Qual. Mondiali 2018                                                    | -                                                                      |                                                                        |
| 5-10-2017                                                              | San Cristóbal                                                          | Venezuela                                                              | 0 – 0                                                                  | Uruguay                                                                | Qual. Mondiali 2018                                                    | -                                                                      |                                                                        |
| 10-10-2017                                                             | Montevideo                                                             | Uruguay                                                                | 4 – 2                                                                  | Bolivia                                                                | Qual. Mondiali 2018                                                    | 1                                                                      |                                                                        |
| 10-11-2017                                                             | Varsavia                                                               | Polonia                                                                | 0 – 0                                                                  | Uruguay                                                                | Amichevole                                                             | -                                                                      | cap.                                                                   |
| 14-11-2017                                                             | Vienna                                                                 | Austria                                                                | 2 – 1                                                                  | Uruguay                                                                | Amichevole                                                             | 1                                                                      | 75’                                                                    |
| 23-3-2018                                                              | Nanning                                                                | Uruguay                                                                | 2 – 0                                                                  | Rep. Ceca                                                              | Amichevole                                                             | 1                                                                      | 80’                                                                    |
| 26-3-2018                                                              | Nanning                                                                | Uruguay                                                                | 1 – 0                                                                  | Galles                                                                 | Amichevole                                                             | 1                                                                      | 90+3’                                                                  |
| 7-6-2018                                                               | Montevideo                                                             | Uruguay                                                                | 3 – 0                                                                  | Uzbekistan                                                             | Amichevole                                                             | -                                                                      | 76’                                                                    |
| 15-6-2018                                                              | Ekaterinburg                                                           | Egitto                                                                 | 0 – 1                                                                  | Uruguay                                                                | Mondiali 2018 - 1º turno                                               | -                                                                      |                                                                        |
| 20-6-2018                                                              | Rostov sul Don                                                         | Uruguay                                                                | 1 – 0                                                                  | Arabia Saudita                                                         | Mondiali 2018 - 1º turno                                               | -                                                                      |                                                                        |
| 25-6-2018                                                              | Samara                                                                 | Uruguay                                                                | 3 – 0                                                                  | Russia                                                                 | Mondiali 2018 - 1º turno                                               | 1                                                                      | 90+3’                                                                  |
| 30-6-2018                                                              | Soči                                                                   | Uruguay                                                                | 2 – 1                                                                  | Portogallo                                                             | Mondiali 2018 - Ottavi di finale                                       | 2                                                                      | 74’                                                                    |
| 12-10-2018                                                             | Seul                                                                   | Corea del Sud                                                          | 2 – 1                                                                  | Uruguay                                                                | Amichevole                                                             | -                                                                      |                                                                        |
| 16-10-2018                                                             | Saitama                                                                | Giappone                                                               | 4 – 3                                                                  | Uruguay                                                                | Amichevole                                                             | 1                                                                      |                                                                        |
| 16-11-2018                                                             | Londra                                                                 | Brasile                                                                | 1 – 0                                                                  | Uruguay                                                                | Amichevole                                                             | -                                                                      | 86’                                                                    |
| 20-11-2018                                                             | Saint-Denis                                                            | Francia                                                                | 1 – 0                                                                  | Uruguay                                                                | Amichevole                                                             | -                                                                      | cap.                                                                   |
| 7-6-2019                                                               | Montevideo                                                             | Uruguay                                                                | 3 – 0                                                                  | Panama                                                                 | Amichevole                                                             | -                                                                      | 64’                                                                    |
| 16-6-2019                                                              | Belo Horizonte                                                         | Uruguay                                                                | 4 – 0                                                                  | Ecuador                                                                | Coppa America 2019 - 1º turno                                          | 1                                                                      |                                                                        |
| 20-6-2019                                                              | Porto Alegre                                                           | Uruguay                                                                | 2 – 2                                                                  | Giappone                                                               | Coppa America 2019 - 1º turno                                          | -                                                                      |                                                                        |
| 24-6-2019                                                              | Rio de Janeiro                                                         | Cile                                                                   | 0 – 1                                                                  | Uruguay                                                                | Coppa America 2019 - 1º turno                                          | 1                                                                      |                                                                        |
| 29-6-2019                                                              | Salvador de Bahia                                                      | Uruguay                                                                | 0 – 0 (4 – 5 dtr)                                                      | Perù                                                                   | Coppa America 2019 - Quarti di finale                                  | -                                                                      |                                                                        |
| 15-11-2019                                                             | Budapest                                                               | Ungheria                                                               | 1 – 2                                                                  | Uruguay                                                                | Amichevole                                                             | 1                                                                      | 74’                                                                    |
| 18-11-2019                                                             | Tel Aviv                                                               | Argentina                                                              | 2 – 2                                                                  | Uruguay                                                                | Amichevole                                                             | 1                                                                      | 39’ 56’                                                                |
| 13-11-2020                                                             | Barranquilla                                                           | Colombia                                                               | 0 – 3                                                                  | Uruguay                                                                | Qual. Mondiali 2022                                                    | 1                                                                      | 78’                                                                    |
| 17-11-2020                                                             | Montevideo                                                             | Uruguay                                                                | 0 – 2                                                                  | Brasile                                                                | Qual. Mondiali 2022                                                    | -                                                                      | 71’                                                                    |
| 18-6-2021                                                              | Brasilia                                                               | Argentina                                                              | 1 – 0                                                                  | Uruguay                                                                | Coppa America 2021 - 1º turno                                          | -                                                                      |                                                                        |
| 21-6-2021                                                              | Cuiabá                                                                 | Uruguay                                                                | 1 – 1                                                                  | Cile                                                                   | Coppa America 2021 - 1º turno                                          | -                                                                      |                                                                        |
| 24-6-2021                                                              | Cuiabá                                                                 | Bolivia                                                                | 0 – 2                                                                  | Uruguay                                                                | Coppa America 2021 - 1º turno                                          | 1                                                                      |                                                                        |
| 28-6-2021                                                              | Rio de Janeiro                                                         | Uruguay                                                                | 1 – 0                                                                  | Paraguay                                                               | Coppa America 2021 - 1º turno                                          | 1                                                                      | 68’                                                                    |
| 3-7-2021                                                               | Brasilia                                                               | Uruguay                                                                | 0 – 0 dts (2 – 4 dtr)                                                  | Colombia                                                               | Coppa America 2021 - Quarti di finale                                  | -                                                                      |                                                                        |
| 7-10-2021                                                              | Montevideo                                                             | Uruguay                                                                | 0 – 0                                                                  | Colombia                                                               | Qual. Mondiali 2022                                                    | -                                                                      | 46’                                                                    |
| 10-10-2021                                                             | Buenos Aires                                                           | Argentina                                                              | 3 – 0                                                                  | Uruguay                                                                | Qual. Mondiali 2022                                                    | -                                                                      | 46’                                                                    |
| 14-10-2021                                                             | Manaus                                                                 | Brasile                                                                | 4 – 1                                                                  | Uruguay                                                                | Qual. Mondiali 2022                                                    | -                                                                      | 70’                                                                    |
| 27-1-2022                                                              | Asunción                                                               | Paraguay                                                               | 0 – 1                                                                  | Uruguay                                                                | Qual. Mondiali 2022                                                    | -                                                                      | 70’                                                                    |
| 1-2-2022                                                               | Montevideo                                                             | Uruguay                                                                | 4 – 1                                                                  | Venezuela                                                              | Qual. Mondiali 2022                                                    | 1                                                                      | 67’                                                                    |
| 24-3-2022                                                              | Montevideo                                                             | Uruguay                                                                | 1 – 0                                                                  | Perù                                                                   | Qual. Mondiali 2022                                                    | -                                                                      | 67’                                                                    |
| 29-3-2022                                                              | Santiago del Cile                                                      | Cile                                                                   | 0 – 2                                                                  | Uruguay                                                                | Qual. Mondiali 2022                                                    | -                                                                      | 29’                                                                    |
| 2-6-2022                                                               | Glendale                                                               | Messico                                                                | 0 – 3                                                                  | Uruguay                                                                | Amichevole                                                             | 2                                                                      | 78’                                                                    |
| 5-6-2022                                                               | Kansas City                                                            | Stati Uniti                                                            | 0 – 0                                                                  | Uruguay                                                                | Amichevole                                                             | -                                                                      | 61’                                                                    |
| 11-6-2022                                                              | Montevideo                                                             | Uruguay                                                                | 5 – 0                                                                  | Panama                                                                 | Amichevole                                                             | 2                                                                      | 76’                                                                    |
| 24-11-2022                                                             | Al Rayyan                                                              | Uruguay                                                                | 0 – 0                                                                  | Corea del Sud                                                          | Mondiali 2022 - 1º turno                                               | -                                                                      | 64’                                                                    |
| 28-11-2022                                                             | Lusail                                                                 | Portogallo                                                             | 2 – 0                                                                  | Uruguay                                                                | Mondiali 2022 - 1º turno                                               | -                                                                      | 73’                                                                    |
| 2-12-2022                                                              | Al Wakrah                                                              | Ghana                                                                  | 0 – 2                                                                  | Uruguay                                                                | Mondiali 2022 - 1º turno                                               | -                                                                      | 66’ 90+10’                                                             |
| Totale                                                                 |                                                                        | Presenze (3º posto)                                                    | 136                                                                    |                                                                        | Reti (2º posto)                                                        | 58                                                                     |                                                                        |

| Cronologia completa delle presenze e delle reti in nazionale (partite non ufficiali) ― Uruguay | Cronologia completa delle presenze e delle reti in nazionale (partite non ufficiali) ― Uruguay | Cronologia completa delle presenze e delle reti in nazionale (partite non ufficiali) ― Uruguay | Cronologia completa delle presenze e delle reti in nazionale (partite non ufficiali) ― Uruguay | Cronologia completa delle presenze e delle reti in nazionale (partite non ufficiali) ― Uruguay | Cronologia completa delle presenze e delle reti in nazionale (partite non ufficiali) ― Uruguay | Cronologia completa delle presenze e delle reti in nazionale (partite non ufficiali) ― Uruguay | Cronologia completa delle presenze e delle reti in nazionale (partite non ufficiali) ― Uruguay |
| Data                                                                                           | Città                                                                                          | In casa                                                                                        | Risultato                                                                                      | Ospiti                                                                                         | Competizione                                                                                   | Reti                                                                                           | Note                                                                                           |
| ---------------------------------------------------------------------------------------------- | ---------------------------------------------------------------------------------------------- | ---------------------------------------------------------------------------------------------- | ---------------------------------------------------------------------------------------------- | ---------------------------------------------------------------------------------------------- | ---------------------------------------------------------------------------------------------- | ---------------------------------------------------------------------------------------------- | ---------------------------------------------------------------------------------------------- |
| 12-6-2011                                                                                      | Colonia del Sacramento                                                                         | Uruguay                                                                                        | 5 – 0                                                                                          | Colonia de Deportes                                                                            | Amichevole                                                                                     | 1                                                                                              |                                                                                                |
| Totale                                                                                         |                                                                                                | Presenze                                                                                       | 1                                                                                              |                                                                                                | Reti                                                                                           | 1                                                                                              |                                                                                                |

| Cronologia completa delle presenze e delle reti in nazionale ― Uruguay olimpica | Cronologia completa delle presenze e delle reti in nazionale ― Uruguay olimpica | Cronologia completa delle presenze e delle reti in nazionale ― Uruguay olimpica | Cronologia completa delle presenze e delle reti in nazionale ― Uruguay olimpica | Cronologia completa delle presenze e delle reti in nazionale ― Uruguay olimpica | Cronologia completa delle presenze e delle reti in nazionale ― Uruguay olimpica | Cronologia completa delle presenze e delle reti in nazionale ― Uruguay olimpica | Cronologia completa delle presenze e delle reti in nazionale ― Uruguay olimpica |
| Data                                                                            | Città                                                                           | In casa                                                                         | Risultato                                                                       | Ospiti                                                                          | Competizione                                                                    | Reti                                                                            | Note                                                                            |
| ------------------------------------------------------------------------------- | ------------------------------------------------------------------------------- | ------------------------------------------------------------------------------- | ------------------------------------------------------------------------------- | ------------------------------------------------------------------------------- | ------------------------------------------------------------------------------- | ------------------------------------------------------------------------------- | ------------------------------------------------------------------------------- |
| 12-7-2012                                                                       | Maldonado                                                                       | Uruguay olimpica                                                                | 6 – 4                                                                           | Cile olimpica                                                                   | Amichevole                                                                      | 2                                                                               |                                                                                 |
| 15-7-2012                                                                       | Montevideo                                                                      | Uruguay olimpica                                                                | 2 – 0                                                                           | Panama olimpica                                                                 | Amichevole                                                                      | 1                                                                               |                                                                                 |
| 26-7-2012                                                                       | Manchester                                                                      | Uruguay olimpica                                                                | 2 – 1                                                                           | Emirati Arabi Uniti olimpica                                                    | Olimpiadi 2012 - 1º turno                                                       | -                                                                               |                                                                                 |
| 29-7-2012                                                                       | Londra                                                                          | Senegal olimpica                                                                | 2 – 0                                                                           | Uruguay olimpica                                                                | Olimpiadi 2012 - 1º turno                                                       | -                                                                               |                                                                                 |
| 1-8-2012                                                                        | Cardiff                                                                         | Regno Unito olimpica                                                            | 1 – 0                                                                           | Uruguay olimpica                                                                | Olimpiadi 2012 - 1º turno                                                       | -                                                                               |                                                                                 |
| Totale                                                                          |                                                                                 | Presenze                                                                        | 5                                                                               |                                                                                 | Reti                                                                            | 3                                                                               |                                                                                 |

| Cronologia completa delle presenze e delle reti in nazionale (partite non ufficiali) ― Uruguay olimpica | Cronologia completa delle presenze e delle reti in nazionale (partite non ufficiali) ― Uruguay olimpica | Cronologia completa delle presenze e delle reti in nazionale (partite non ufficiali) ― Uruguay olimpica | Cronologia completa delle presenze e delle reti in nazionale (partite non ufficiali) ― Uruguay olimpica | Cronologia completa delle presenze e delle reti in nazionale (partite non ufficiali) ― Uruguay olimpica | Cronologia completa delle presenze e delle reti in nazionale (partite non ufficiali) ― Uruguay olimpica | Cronologia completa delle presenze e delle reti in nazionale (partite non ufficiali) ― Uruguay olimpica | Cronologia completa delle presenze e delle reti in nazionale (partite non ufficiali) ― Uruguay olimpica |
| Data | Città                                                                                                   | In casa                                                                                                 | Risultato                                                                                               | Ospiti                                                                                                  | Competizione                                                                                            | Reti | Note |
| --- | --- | --- | --- | --- | --- | --- | --- |
| 8-7-2012                                                                                                | Montevideo                                                                                              | Uruguay olimpica                                                                                        | 4 – 0                                                                                                   | Central Español                                                                                         | Amichevole                                                                                              | 1 | |
| Totale                                                                                                  | | Presenze                                                                                                | 1 | | Reti | 1 | |

## Palmarès

### Club
- Campionato uruguaiano: 1

Danubio: 2006-2007
- Coppa Italia: 1

Napoli: 2011-2012
- Campionato francese: 6

Paris Saint-Germain: 2013-2014, 2014-2015, 2015-2016, 2017-2018, 2018-2019, 2019-2020
- Coppa di Francia: 5

Paris Saint-Germain: 2014-2015, 2015-2016, 2016-2017, 2017-2018, 2019-2020
- Supercoppa francese: 7

Paris Saint-Germain: 2013, 2014, 2015, 2016, 2017, 2018, 2019
- Coppa di Lega francese: 5

Paris Saint-Germain: 2013-2014, 2014-2015, 2015-2016, 2016-2017, 2017-2018

### Nazionale
- Coppa America: 1

Argentina 2011

### Individuale
- Capocannoniere del Sudamericano Under-20: 1

2007 (7 gol)
- Oscar del calcio AIC/Gran Galà del calcio AIC: 4

Calciatore più amato dai tifosi: 2010
Squadra dell'anno: 2011, 2012, 2013
- Capocannoniere della Coppa Italia: 1

2011-2012 (5 gol)
- Capocannoniere della Serie A: 1

2012-2013 (29 gol)
- Guerin d'oro: 1

2013
- Capocannoniere della Coupe de la Ligue: 3

2013-2014 (4 gol), 2014-2015 (3 gol, a pari merito con Cissè e Ngakoutou), 2016-2017 (4 gol, a pari merito con Laborde)
- Trophées UNFP du football: 2

Squadra ideale della Ligue 1: 2014
Miglior giocatore della Ligue 1: 2017
- Capocannoniere della Ligue 1: 2

2016-2017 (35 gol), 2017-2018 (28 gol)
- Golden Foot: 1

2018
- Squadra della stagione della UEFA Europa League: 1

2020-2021
- Capocannoniere della Copa Argentina: 1

2024 (4 reti, alla pari con Rodrigo Atencio)